# Théophile Naël
Théophile Naël (Saint-Étienne, 22 de junho de 2007) é um automobilista francês que atualmente compete no Campeonato de Fórmula 3 da FIA pela equipe Van Amersfoort Racing. Ele foi campeão espanhol de F4 em 2023.

## Carreira

### Fórmula Regional
Naël subiu para o Campeonato de Fórmula Regional Europeia em 2024, continuando sua parceria com a equipe Saintéloc Racing. Antes disso, na pré-temporada, ele competiu do Campeonato de Fórmula Regional do Oriente Médio com a equipe. Ele conquistou sua primeira vitória na Fórmula Regional durante a segunda rodada em Yas Marina e mais um pódio. Terminando a temporada com um terceiro lugar, Naël ficou em 11º na classificação geral.
Em sua campanha principal, Naël teve uma primeira metade da temporada ruim, somando apenas três pontos. No entanto, sua ascensão veio no Red Bull Ring, onde venceu a segunda corrida do terceiro. Ele terminou a temporada com força com dois quartos lugares em Monza, na qual ele até conquistou sua primeira pole position na corrida final. Naël terminou sua primeira campanha na Fórmula Regional Europeia em nono lugar na classificação com 81 pontos.
Ele também participou do Grande Prêmio de Macau com a Saintéloc. Ele terminou em 14º na corrida principal, mas foi desclassificado posteriormente porque sua equipe havia iniciado o carro ilegalmente novamente quando seu carro parou.
Naël retornou à Fórmula Regional durante o inverno, disputando as duas primeiras rodadas do Campeonato de Fórmula Racional do Oriente Médio com a Saintéloc Racing.

### Fórmula 3
Em outubro de 2024, Naël participou da primeira rodada de testes de pós-temporada do Campeonato de Fórmula 3 da FIA em Jerez, com a equipe Van Amersfoort Racing. Em 28 de novembro de 2024, Naël foi confirmado como parte da escalação da Van Amersfoort Racing para a disputa da temporada de 2025.